# Brittagnathus minutus
Il brittagnato (Brittagnathus minutus) è un tetrapode estinto. Visse nel Devoniano superiore (circa 360 milioni di anni fa) e i suoi resti fossili sono stati ritrovati in Groenlandia.

## Descrizione
Questo arcaico tetrapode è noto solo per una mandibola isolata di piccole dimensioni (da qui l'epiteto specifico minutus), lunga meno di 5 centimetri. Fatte le debite proporzioni con animali simili ma meglio conosciuti (quali Ichthyostega e Acanthostega), Brittagnathus potrebbe essere stato lungo circa 25 centimetri; ciò lo renderebbe uno dei più piccoli tetrapodi del Devoniano, di taglia paragonabile a quella dei successivi Diploradus e Aytonerpeton del Carbonifero. Brittagnathus differiva da qualunque altro tetrapode del periodo per la presenza di un solo paio di zanne senza fila dentaria sul coronoide anteriore, e per la presenza di un grande processo psoteriore sul coronoide posteriore. La presenza di una cresta surangolare incipiente e di un margine prearticolare concavo della fossa dell'adduttore indicano che la fossa era posta mesiamente, come avveniva nei tetrapodi del Carbonifero. 

## Classificazione
Brittagnathus minutus venne descritto per la prima volta nel 2020, sulla base di una mandibola isolata ritrovata nella formazione Britta Dal nella Groenlandia orientale nel 1987. Brittagnathus è considerato un tetrapode arcaico più derivato rispetto ad Acanthostega e Ichthyostega, altri due tetrapodi coevi, a causa di alcune caratteristiche che lo avvicinano a tetrapodi più recenti (Carbonifero) come Greererpeton e Pederpes. In particolare, sembra che Brittagnathus fosse dello stesso grado evolutivo di quest'ultimo. Sembra quindi che la diversificazione dei tetrapodi "di grado Carbonifero" fosse iniziata prima dell'estinzione di massa del Devoniano superiore. 